# 丸山有香
丸山有香（10月3日—）是日本的女性聲優，東京都出身。隸屬於賢Production。

## 人物
實家是淺草的天丼屋老店「大黑家」，家裡曾被單獨包場進行朗讀公演活動。
喜歡精靈寶可夢，和悠木碧、椿彩菜、小岩井小鳥、高尾雪、立石都美組成社團「最喜歡寶可夢俱樂部嫁一」。
擅長畫圖。

## 演出作品
※粗體字為主要角色。

### 電視動畫
2013年
- 丸少爺（女子高生）
- 幸福光暈 ～More Aggressive～（新生女子2）
- Free!（橘蓮）
- Servant×Service（客）
- 銀狐（主婦A）

2014年
- 銀之匙 Silver Spoon（看護婦）

2015年
- 血界戰線（同級生、看護士）
- 銀魂°（男孩子B）
- Chaos Dragon 赤龍戰役（士兵C）
- 排球少年！！ 第2期（及川猛、小野寺町子、星倫太郎）

2016年
- 蠟筆小新（女高中生A）
- 粗點心戰爭（撈金魚的老奶奶）
- Joker Game（小春）
- 高校艦隊（松永理都子[9]）
- 漂流武士（小孩）

2017年
- sin 七大罪（裁判長）
- 100%帕斯卡老師（立花光[10]、パスチー）
- 阿童木起源（A101）
- 舞動青春（野球少年B）
- 悠久持有者：魔法老師！ 第2部（釘宮圓）
- Wake Up, Girls! 新章（管理人、女子、步的母親）

2019年
- 環戰公主（原亞里莎[11]）

2020年
- 機獸新世紀ZOIDS WILD ZERO（蕾妮）
- 交通工具人 移動樂園的跑車君（小Q[12]）

### OVA
2019年
- 世間也奇妙的漫☆畫太郎（2009年）※1、2

2017年
- OVA 高校艦隊（松永理都子）

### 劇場動畫
2014年
- 偶像大師 劇場版 前往光輝的另一端！（女將）

2015年
- Wake Up, Girls! Beyond the Bottom（老婆婆）

2020年
- 劇場版 高校艦隊（松永理都子[13]）

### 遊戲
2012年
- 閃電十一人GO 2 時空之石（歡聲）

2013年
- 倭人異聞錄～晨曦時，夢見兮～（旭）※Fan disc
- SOUL SACRIFICE（玩家聲音）
- NORN9 命運九重奏（先生）
- 必殺仕事人〜懲罰收藏〜（千早輪）

2015年
- 星際大戰 戰場前線

2016年
- 命運九重奏（雷姆[14]）
- 刀劍神域 虛空幻界（玩家聲音、黑之精靈）
- 最終幻想XV（霍莉）
- 戰鬥陀螺 爆烈世代（佐佐木真琴）
- 魔物娘的同居日常Online（春日、小町）

2017年
- 重力異想世界完結篇
- 真·女神轉生 奧妙奇幻旅程
- 薩爾達傳說 曠野之息（大妖精西薩）
- 戰鬥陀螺 爆烈世代（安頓）

2019年
- 野良與皇女與流浪貓之心2（高田信親[15]）
- 高校艦隊 指尖艦戰（松永理都子）

2020年
- 明治活劇（守田優花[16]）

### 廣播劇CD
- 三千世界烏殺盡（女性士兵2）
- 岩鳶高校游泳社 活動日誌2（橘蓮）

### 舞台
- 座頭一〜festivo〜（藤川流舞蹈會）
- SHARK END（2019年7月21日，澀谷SHIDAX Culture Hall）飾演 蕾貝卡[17]

### 柏青哥
- CR魔法老師（2017年，釘宮圓[18]）

## 外部連結
- 事務所官方簡歷（页面存档备份，存于）（日語）
- 丸山有香的X（前Twitter）（日語）